# سيبرياني بوتر

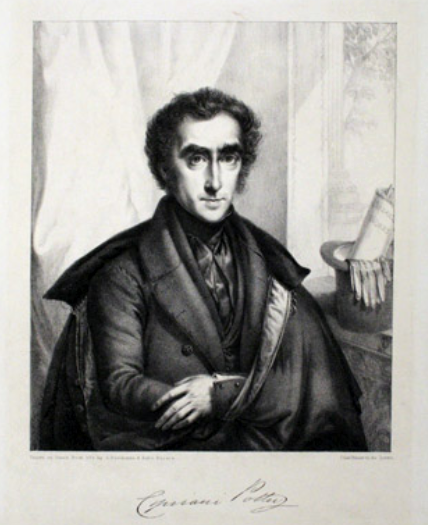
بوتر في عام 1838

فيليب سيبرياني هامبلي بوتر ولد3 أكتوبر 1792 وتوفي26 سبتمبر 1871كان موسيقيًا إنجليزيًا. لقد كان ملحنًا وعازف بيانووقائدًا ومعلمًا. بعد مسيرة مهنية مبكرة كمؤدي وملحن،كان مدرسًا في الأكاديمية الملكية للموسيقى في لندن وكان مديرها من عام 1832 إلى عام 1859.

## الملاحظات والمراجع والمصادر